# Österreichischer Frauen-Fußballcup 1992/93
Der Österreichische Frauen-Fußballcup wurde in der Saison 1992/93 zum 19. Mal ausgespielt. Als ÖFB-Frauen-Cup wurde er vom Österreichischen Fußballbund zum ersten Mal durchgeführt. Den Pokal gewann zum zweiten Mal Union Kleinmünchen.

## Teilnehmende Mannschaften
Für den österreichischen Frauen-Fußballcup hätten sich anhand der Teilnahme der Ligen der Saison 1992/93 folgende 13(!!) Mannschaften, die nach der Saisonplatzierung der Frauen-Bundesliga 1991/92 und der Frauenliga Ost 1991/92 geordnet sind, qualifiziert. Teams, die als durchgestrichen gekennzeichnet sind, nahmen am Wettbewerb aus diversen Gründen nicht am Wettbewerb teil oder sind zweite Mannschaften und spielten daher nicht um den Pokal mit. Weiters konnten noch der Landesmeister oder auch Vertreter der Saison 1991/92 teilnehmen.
| Frauen-Bundesliga (10) | 2. Division (3)                                                                           | Meister oder Meistervertreter aus der Landesliga (0) |
| --- | ----------------------------------------------------------------------------------------- | ---------------------------------------------------- |
| - Union Kleinmünchen (OÖ) (C) - USC Landhaus (W) - SC Brunn am Gebirge (NÖ) - First Vienna FC 1894 (W) - 1. DFC Leoben (ST) - DFC Ostbahn XI (W) - ASV Vösendorf (NÖ) - DFC Heidenreichstein (NÖ) - SC Neunkirchen (NÖ) - SV Janecka Wienerfeld (W)                                                                                      | - DFC Obersdorf (NÖ) - USC Landhaus II (W) - ATSV Deutsch-Wagram (NÖ) - Prater SV (W) (N) | - Union St. Roman (OÖ) (LM)                          |
| Erläuterungen Länderkürzel: (B): Burgenland, (K): Kärnten, (NÖ): Niederösterreich, (OÖ): Oberösterreich, (S): Salzburg, (ST): Steiermark, (T): Tirol, (V): Vorarlberg, (W): Wien; Vereins-Landes-Bewerbserfolg: (LM): Landesmeister, (Lx): x. Platz der Landesliga, (LN): Landesliga-Aufsteiger, (..-x): x Landesliga siehe Länderkürzel |                                                                                           |                                                      |

| (C) | amtierender Cupsieger 1990/91, kein ÖFB-Ladies-Cup 1991/92 |
| (A) | Absteiger der Saison 1992/93                               |
| (N) | Neuaufsteiger der Saison 1992/93                           |

## Turnierverlauf
Es liegen keine Informationen über Ergebnisse der Cuprunden vor dem Finale vor.
Finale

Das Finale wurde am Sportplatz Horn, Horn, Niederösterreich ausgetragen.
| Datum        |                    | Ergebnis |                      |
| ------------ | ------------------ | -------- | -------------------- |
| keine Angabe | Union Kleinmünchen | 2:0      | DFC Heidenreichstein |